# Ситін (роман)
Ситін (англ. Cyteen) — науково-фантастичний роман-трилогія Керолайн Черрі, дія якого розгортається на однойменній планеті у вигаданому всесвіті Альянс-Союз. Роман побачив світ 1988 року у видавництві Warner Books і 1989 року здобув премії Г'юго та Локус. Його продовження «Регенеза» вийшло 2009 року.

## Світ подій
Систему Ситін заснували 2201 року науковці та інженери з Землі. Вона включає саму планету Ситін та дві станції: Зовнішню та Внутрішню. Ситін оголосила незалежність від Землі 2300 року й стала столицею Союзу. Ситін розташована в зоряній системі Лаланда 46650 (BD+01 4774).
Атмосфера планети дещо отруйна для людей, що створює необхідність анклавів або напівзакритих міст-держав, які мають вплив на політичну ситуацію. Ситін вважається антитезою Землі, серцем дослідницького центру Ресьюн, що займається розробкою клонування людини. Клони (азі, що є скороченням artificial zygote insemination — штучне зиготне запліднення) забезпечують потребу Союзу в людях, дозволяючи йому не тільки існувати, а й розширюватися, що не подобається ні Землі, ні Альянсу — іншим політичним силам у цьому всесвіті. Ці сили намагаються протидіяти планам Союзу. Уже багато років між трьома політичними сутностями триває млява війна. 
Азі вирощують in vitro в чанах-матках. Громадян (CIT) можна теж клонувати цим методом, і таке іноді роблять, наприклад, щоб замінити мертву дитину. Основною різницею між азі та людьми є те, що азі одразу ж після народження здобувають освіту за допомогою «стрічок», які формують у клонах знання й навички. Люди також можуть використовувати стрічки, але роблять це рідше і лише після того, як у них розвивається особистість, зазвичай з 6 років. Наслідком є глибока психологічна різниця, громадяни краще пристосовуються до нового й уміють діяти в невизначених ситуаціях, азі краще зосереджуються. 
Освітня програма для азі називається психсетом. Підготовка стрічок — дуже складна дисципліна, оскільки погано спланований психсет може бути причиною емоційної нестабільності.

## Сюжет
Арієн Еморі належить до 14 сертифікованих Союзом геніїв — «Особливих». Крім досліджень азі, вона є керівником Ресьюну, який заснували її батьки. Її помічниками працюють Жиро та Денис Наї. Вона також є членом Ради дев'яти, виборного виконавчого органу Союзу. За владу в Союзі борються дві фракції: центристи й експансіоністи. Експансіоністи на чолі з Еморі прагнуть до розширення Союзу шляхом пошуку нових планет, побудови орбітальних станцій і неперервного клонування. Політичні противники Еморі, яких очолює Махаїл Корейн, ратують за зосередження зусиль на тих станціях та планетах, які вже існують. Експансіоністи завжди були при владі з часів заснування Союзу. Незмінність політичної ситуації забезпечує технологія реджуву — омолодження яке збільшує тривалість життя й затримує старіння. Самій Еморі на початку роману 120 років, а ознаки похилого віку тільки недавно почали проявлятися. Вона обіймала посаду Радника з питань науки вже 5 десятиліть.
Колишній співробітник Еморі, а тепер затятий суперник, Джордан Воррік теж налажав до Особливих. Він створив й виховав свого власного клона, на ймення Джастін. Джастін ріс і здружився з експериментальним азі Грантом, якого Еморі створила на основі геному ще одного з Особливих. Коли Джастін почав працювати з Еморі, вона пригрозила йому, що використає Гранта, який був власністю Ресьюна, у своїх дослідженнях. Потім Еморі використала наркотичні речовини й стрічку, одурманила сімнадцятирічного Джастіна й зґвалтувала його. Джастін пережив травму, після якої в його пам'яті періодично виникали сцени зі стрічки так, як виникають болісні спогади в людей із постравматичним синдромом. Джастін намагається приховати це від «батька», але врешті-решт Джастін дізнається. Розлютившись, він влаштовує Еморі сцену.  
Того ж дня Еморі знайшли мертвою. Причиною смерті міг бути нещасний випадок, але панує підозра, що стареньку убив Джордан. Він з обуренням відкидає звинувачення, але потім згоджується зізнатися, щоб захистити Джастіна та Гранта. Статус Особливого дає йому недоторканість, і його лише засилають працювати в дослідному підрозділі, далекому він Ресьюна. Потім з'являється інформація, що реджув Еморі дав збій, і вона вже помирала від раку. 
Перед смертю Еморі працювала над клонуванням молодого хіміка з метою відтворити його здібності. Попередня спроба з Естелл Бок, винахідницею рівняння, що призвело до створення засобів надсвітлового переміщення, закінчилася повною невдачею. Але Еморі вважала, що клон Бок виростав у соціальних умовах, дуже відмінних від оригіналу. Еморі бажала відтворити себе, влаштувати так, щоб її клон жив в умовах, якомога ближчих до її життя аж до рівня гормонів та двох охоронців з азі, Флоріан та Сетлін, як компаньйонів на все життя. Еморі також створила складну комп'ютерну програму, що повинна була вести заміну через життя. Зі смертю Еморі, і, як наслідок, хаосом у Ресьюні та в Союзі другий проект почався одразу ж. 
Клон Еморі, Арі, росте під опікою Джейн Страссен, провідного науковця Ресьюна та найкращого відповідника матері Еморі Ольги. Крім того, створено клони Флоріан та Кетлін, що з азі набагато легше. Коли Арі виповнилося сім, Страссен несподівано перевели на іншу планету, щоб відтворити смерть Ольги. Вихованням Арі тепер зайнявся Денис Най, наразі адміністратор Ресьюна. Уже зрозуміло, що експеримент пройшов успішно. Арі настільки ж здібна, як і попередниця, а технічний поступ, знання досвіду оригіналу та краще виховання з Джейн Страссен як матір'ю, призвели до того, що Арі на кілька років випереджає Еморі й краще пристосована соціально.  
Коли Арі виповнилося 9, центристи спробували прорватися до влади, використавши скандал, в якому була замішана Еморі — свідомо покинуту таємничу колонію на планеті Геєнна. Керівництво Ресьюна добилося того, щоб Арі офіційно визнали клоном Еморі, й вона отримала право на власність своєї попередниці. Такий хід блокував оприлюднення потенційного компромату. Деніс змушений розповісти своїй підопічній, хто вона така, і як маніпулювали її життям. 
Оскільки адміністрація мала значні сумніви щодо його лояльності, Джастіну було наказано триматися подалі від Арі. Однак, він не міг не натикатися на неї вряди-годи. Їй він подобався, і вона цінувала його вміння, зокрема тому, що їхні дослідницькі інтереси перетиналися. Як лише Арі отримала статус дорослої, вона перевела Джастіна й Гранта у свій відділ. Але коли вона спробувала підкотитися до нього (їх було 16), то її шокувала його сильна реакція. Джастін змушений розкрити причину. Арі збагнула, що зґвалтування, яке вчинила над Джастіном Еморі мало на меті не тільки секс, а й «психологічну інтервенцію», що звільнила б хлопця від батьківського домінування, а це відкрило б для нього шлях до співпраці з Еморі. Інтервенція залишилася незакінченою, коли Еморі померла. Юна Арі робить усе, що може, щоб виправити травму. 
Арі врешті-решт змиряться з тим, що вона дуже схожа на попередницю. Іноді навіть важко сказати, де закінчуються спогади Еморі й починаються спогади Арі. Вона береться до втілення початкового ультрасекретного плану, невідомого нікому, крім програми Base One, яка, власне, його їй повідомила. Метою Еморі була перебудова суспільства в Союзі, щоб урятувати його від неминучого, на її думку, колапсу. 
Жиро Най зайняв місце Еморі в Раді дев'яти, Коли він помер від старості, в суспільстві почалася політична криза, частково через діяльність терористичної групи паксерів, яка маніпулювала Джорданом. Було вчинено замах на життя Арі, але вчасне попередження від Джастіна дозволило Флоріан та Кетлін знешкодити вбивцю. Такий прокол у системі безпеки міг виникнути лише при сприянні когось із високопоставлених людей у Ресьюні. Арі підозрює Дениса Ная. Коли Денис пробує виманити її обіцянкою піти у відставку, Флоріан та Кетлін убивають його, про що Арі жалкує.   
Книга залишає нез'ясованим питання, хто й з якою метою вбив Еморі.

## Нагороди та номінації
- 1989 ― Премія «Г'юго» за найкращий роман: перемога
- 1989 ― SF Chronicle Award, найкращий роман: перемога
- 1989 ― Премія «Локус» за найкращий науково-фантастичний роман: перемога
- 1989 ― Премія Британської науково-фантастичної асоціації, найкращий роман: фіналіст номінації
- 1998 ― Опитування журналу «Локус», найкращі науково-фантастичні романи до 1990 року: 38-ме місце.